# Simon Pagenaud
Simon Pierre Michel Pagenaud (Poitiers, Francia; 18 de mayo de 1984) es un piloto francés de automovilismo. Ha competido en monoplazas y sport prototipos. Fue campeón de la clase LMP de la American Le Mans Series en 2010, ganó carreras de resistencia para Peugeot, Highcroft y De Ferran de la talla de Petit Le Mans, los 1000 km de Spa-Francorchamps, las 6 Horas de Silverstone y Long Beach y Laguna Seca, y llegó segundo en las 24 Horas de Le Mans de 2011 y las 12 Horas de Sebring de 2011.
Actualmente compite en la IndyCar Series, donde se ha consagrado campeón en 2016 y ha finalizado subcampeón en 2017 y 2019, tercero en 2013 y quinto en 2012 y 2014. Ha conseguido 15 victorias y 37 podios, destacándose su triunfo en las 500 Millas de Indianápolis de 2019.

## Ascenso en monoplazas
Pagenaud comenzó a correr en karting en el año 1994. En 2001 pasó a los monoplazas, y fue subcampeón de la Fórmula Renault Campus Francesa. Al año siguiente pasó a la Fórmula Renault Francesa y a la Eurocopa. En 2004 fue campeón de la Eurocopa Fórmula Renault. Eso le permitió progresar en 2005 a la World Series by Renault. Allí, su equipo Saulnier se mostró poco competitivo, y resultó 16º sin sumar ningún podio.
Por ello, Pagenaud se mudó a América del Norte en 2006 a disputar la Fórmula Atlantic para Walker, equipo con el cual obtuvo el campeonato derrotando a Graham Rahal. Con ese éxito, el equipo le ofreció una butaca para acompañar a Will Power en la temporada 2007 de la Champ Car. Llegó cuarto, quinto o sexto en 8 de 14 fechas, pero no logró ningún podio, con lo cual terminó octavo en la tabla final. No consiguió conservar su plaza para 2008, y tras la cancelación de la Champ Car tampoco consiguió sitio en la IndyCar Series.

## Sport prototipos
El francés optó por unirse al equipo De Ferran de la American Le Mans Series 2008, para el cual disputó la mayor parte del calendario en un Acura de la clase LMP2, compartiendo la butaca con el dueño del equipo, Gil de Ferran. Cosecharon tres podios de clase en las ocho carreras; debido a las tres ausencias, resultaron 14º en el campeonato de pilotos y sextos en el de equipos de LMP2. Pagenaud también debutó en las 24 Horas de Le Mans, cuando Oreca lo fichó para pilotar un Courage-Judd de la clase LMP1 que terminó abandonando.
De Ferran pasó a correr en la clase LMP1 de la American Le Mans Series, nuevamente en un Acura, y Pagenaud continuó corriendo junto al brasileño. Ganaron cinco de diez carreras y llegaron segundos en dos, pero malos resultados en las otras pruebas los hicieron terminar como subcampeones de pilotos y equipos detrás de Highcroft y su dupla David Brabham / Scott Sharp. El francés también disputó dos carreras de resistencia en Europa en un Peugeot 908 HDI FAP: los 1000 km de Spa-Francorchamps para Peugeot Sport, carrera que venció, y las 24 Horas de Le Mans para Pescarolo, donde se retiró.
En 2010, Sharp formó su propio equipo de la American Le Mans Series, y Pagenaud lo sustituyó en Highcroft para pilotar un HPD de la clase LMP2. Él y Brabham ganaron tres carreras de diez, pero obtuvieron puntaje de ganadores en cuatro y de podio en las demás, con lo cual consiguieron los títulos de pilotos y equipos de la fusionada clase LMP. Además, volvió a correr en el equipo oficial de Peugeot en Europa: ganó en Spa-Francorchamps, abandonó nuevamente en Le Mans y llegó cuarto en Zhuhai.
Highcroft disputó una única carrera en 2011, las 12 Horas de Sebring, contando a Pagenaud en la tripulación del HPD de la clase LMP1. Llegaron segundos absolutos, a pocos segundos del Oreca semioficial ganador pero delante de los Audi y Peugeot oficiales, equipados con motores Diesel más competitivos. El francés disputó otras cuatro fechas de la Copa Intercontinental Le Mans en el equipo oficial Peugeot, ahora con el Peugeot 908. Llegó octavo en Spa-Francorchamps, segundo en Le Mans, primero en Silverstone y abandonó en Petit Le Mans.

## IndyCar

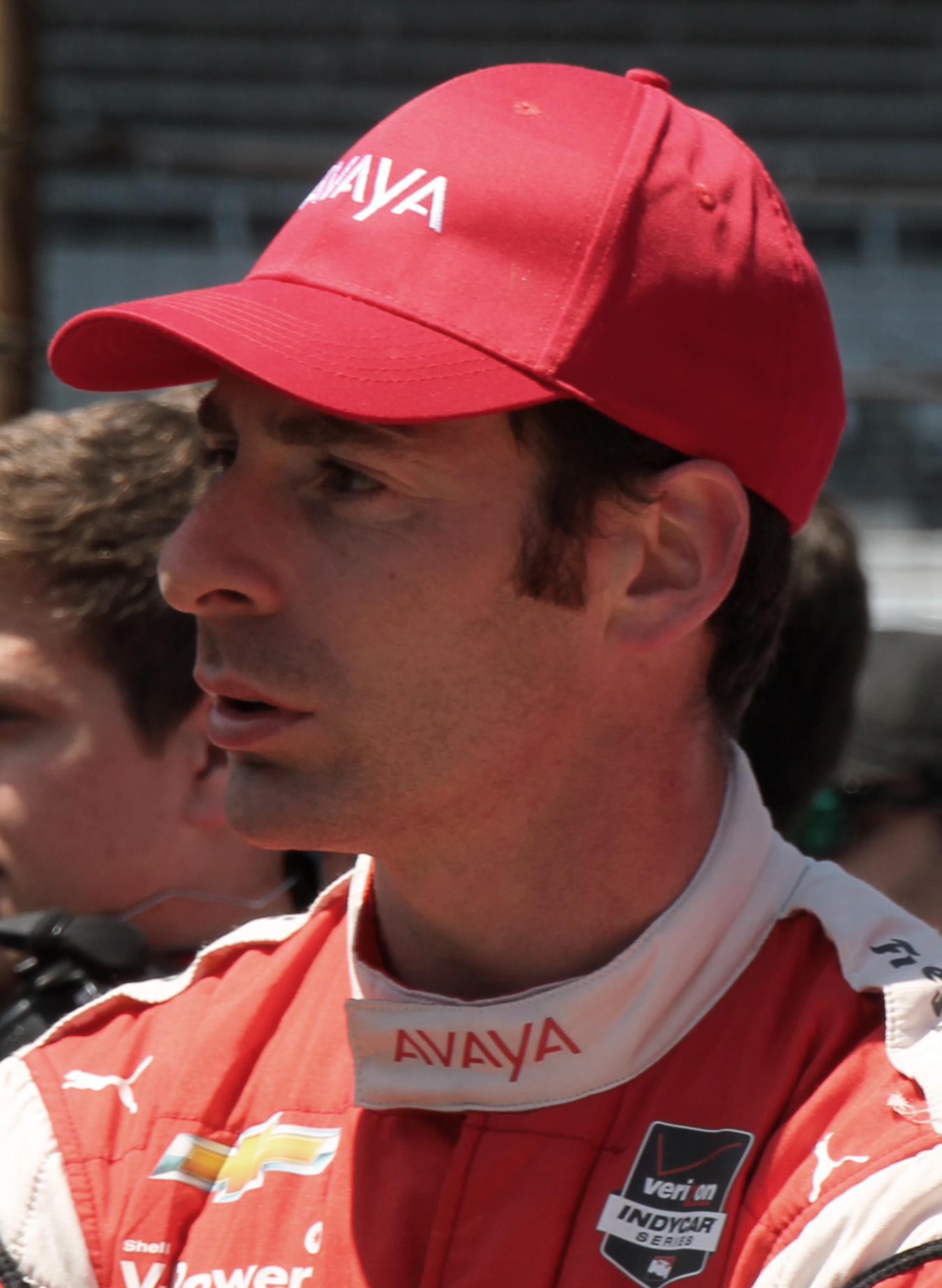
Pagenaud, 2015

Pagenaud también disputó en 2011 tres carreras de la IndyCar como suplente, dos para Dreyer & Reinbold y una para HVM. Llegó octavo en Barber, 13º en Mid-Ohio y 15º en Sonoma respectivamente; las dos últimas suplencias las hizo con horas de anticipación. Más tarde, fue invitado en el Gran Premio de Surfers Paradise del V8 Supercars como acompañante de Lee Holdsworth en un Holden Commodore; terminó décimo en la primera manga y tercero en la segunda.
El francés consiguió una butaca como titular en el equipo Sam Schmidt Motorsports de la IndyCar para 2012, contando con motores Honda. Sumó un segundo puesto, tres terceros, dos quintos y dos sextos, lo cual le significó terminar quinto en el campeonato y recibir el premio a Novato del Año. Asimismo, volvió a acompañar a Holdsworth en Surfers Paradise, esta vez en un Ford Falcon, finalizando octavo en la segunda manga.
En 2013, Pagenaud permaneció en el equipo Schmidt de la IndyCar. Venció en la segunda manga de Detroit y en Baltimore, y consiguió un segundo puesto, un cuarto, un quinto y cuatro sextos. De este modo, concluyó tercero en el campeonato por detrás de Scott Dixon y Hélio Castroneves. Por otra parte, llegó noveno en las 24 Horas de Daytona con un Riley-BMW del equipo Sahlen, y obtuvo una victoria y un segundo puesto en la clase LMP2 de la ALMS con Level 5.
En su tercer año con Schmidt, el francés venció en el Gran Premio de Indianápolis y Houston 2. Con ocho top 5, se colocó quinto en el clasificador final de la temporada 2014 de la IndyCar. Además, corrió las 24 Horas de Daytona y las 12 Horas de Sebring del United SportsCar Championship con un HPD de Extreme Speed, llegando quinto absoluto en la segunda.
Pagenaud fichó por el equipo Penske para la IndyCar 2015. Consiguió dos terceros puestos, un cuarto y un quinto, por lo que se colocó undécimo en el campeonato. En tanto, disputó las dos carreras floridanas del United SportsCar Championship con un Chevrolet Corvette oficial, resultando tercero en la clase GTLM en las 24 Horas de Daytona junto a Oliver Gavin y Tommy Milner.
Continuando con Penske en la IndyCar 2016, el francés acumuló cinco victorias en Long Beach, Barber, el Gran Premio de Indianápolis, Mid-Ohio y Sonoma, tres segundos puestos y dos cuartos. Así, logró el campeonato ante sus compañeros de equipo Power y Castroneves. En tanto, acabó sexto absoluto en las 24 Horas de Daytona con un Chevrolet Corvette DP de Action Express, acompañando a Dane Cameron, Eric Curran y Jonny Adam.
En 2017, Pageanud logró dos victorias en Phoenix y Sonoma, un segundo lugar, tres terceros y cuatro cuartos por la IndyCar Series, pero resultó subcampeón por detrás de Josef Newgarden. El año siguiente logró dos segundos puestos y dos cuartos. Sumado a la regularidad, obteniendo 14 top 10 en 17 fechas, terminó sexto en la tabla de pilotos.
En 2019, Pagenaud volvió a la victoria en el Gran Premio de Indianápolis. Después ganó en las 500 Millas de Indianápolis, liderando la mayor cantidad de vueltas y superando a Alexander Rossi en la penúltima vuelta de carrera. Además venció en Toronto, obtuvo un tercer puesto, y dos cuartos, quedando subcampeón de la temporada por detrás de su compañero de equipo Josef Newgarden.
En 2020, obtuvo una victoria en la primera fecha de Iowa, tres podios y siete top 10, para finalizar octavo en el campeonato. Al año siguiente, llegó tercero en las 500 Millas de Indianápolis, después de haber largado 26°. Fue tercero en San Petersburgo, quinto en Long Beach y acumuló 9 top 10, concluyendo nuevamente octavo en su último año como piloto de Penske. 
Pagenaud fichó por Meyer Shank para ser piloto titular para la temporada 2022.